# Gonilythria
Gonilythria là một chi bướm đêm thuộc họ Geometridae.